# Sequin in a Blue Room
Sequin in a Blue Room è un film del 2019 diretto da Samuel Van Grinsven.

## Trama
Desideroso di incontri sessuali anonimi e senza vincoli, il liceale Sequin nel corso di una festa sessuale anonima conosce e si innamora di un uomo. Quando i due vengono improvvisamente separati, Sequin intraprende una missione pericolosa per rintracciarlo.

## Accoglienza
Il film ha incassato al botteghino 12.872 dollari.

## Riconoscimenti
- 2019 - AACTA Award
  - Nomination Best Indie Film
- 2019 - Oldenburg Film Festival
  - Nomination Miglior film
- 2019 - Sydney Film Festival
  - Audience Award al miglior film
- 2020 - Australian Directors Guild Awards
  - Nomination Best Direction in a Feature Film (Budget under $1M)